# Heimia

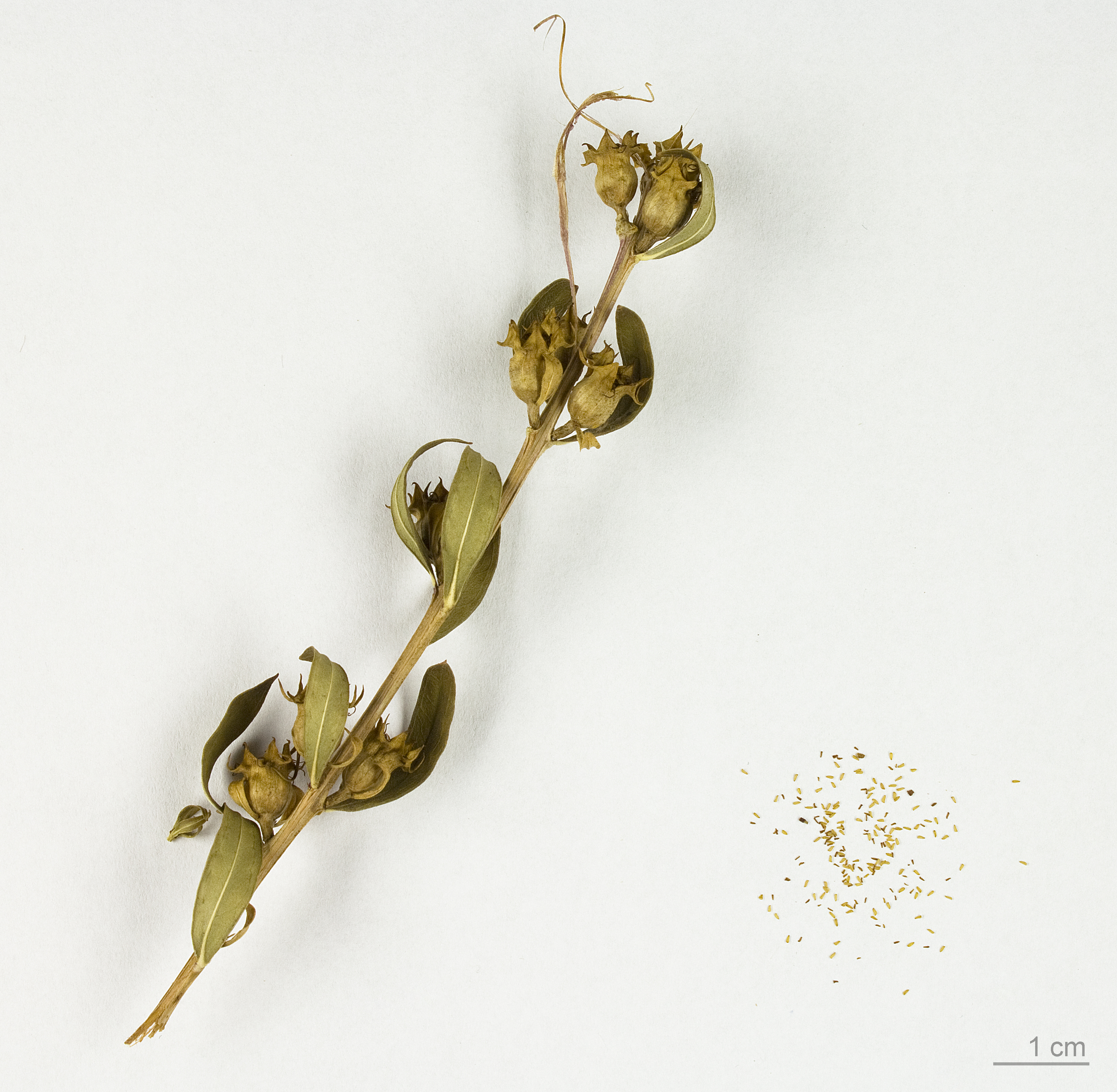
Heimia salicifolia - MHNT

Heimia é um género botânico pertencente à família Lythraceae.
1. ↑  «Heimia — World Flora Online». www.worldfloraonline.org. Consultado em 19 de agosto de 2020